# Gert Nultsch
Gert Friedrich Nultsch (* 25. Januar 1961 in Mannheim) ist ein Generalleutnant des Heeres der Bundeswehr und seit 2022 Abteilungsleiter Planung im Bundesministerium der Verteidigung.

## Militärische Laufbahn

### Ausbildung und erste Verwendungen
Nultsch trat in die Bundeswehr ein und absolvierte von 1983 bis 1988 die Ausbildung zum Offizier der Instandsetzungstruppe einschließlich eines Maschinenbaustudiums. Von 1988 bis 1990 war er Leiteroffizier in der 2./Instandsetzungsbataillons 12 in Walldürn. Von 1990 bis 1992 wurde Nultsch als Technischer Offizier im Panzerartilleriebataillon 365 in Walldürn und von 1992 bis 1995 als Technischer Offizier im Artillerieregiment 12 in Tauberbischofsheim eingesetzt. Von 1995 bis 1996 folgte eine Verwendung als Kompaniechef der 2./Gebirgsinstandsetzungsbataillon 8 in Volkach. Von 1996 bis 1998 war Nultsch Lehrgangsteilnehmer am 39. nationalen Generalstabslehrgang des Heeres an der Führungsakademie der Bundeswehr in Hamburg, wo er zum Offizier im Generalstabsdienst ausgebildet wurde.

### Dienst als Stabsoffizier
Die erste Verwendung als Stabsoffizier führte Nultsch von 1998 bis 2000 als Stabsoffizier G 3 Einsatz in die Logistikbrigade 2 nach Germersheim. Von 2000 bis 2002 war er Grundsatzreferent H II 1 (Bundeswehrplanung; Planungsgrundsätze und Verfahren) im Führungsstab des Heeres. Von 2002 bis 2004 stand er als Bataillonskommandeur des Instandsetzungsbataillons 210 in Volkach in Führungsverantwortung. Es folgte von 2004 bis 2006 eine erneute Stabsverwendung als Stabsoffizier G 4 Logistik der Division Spezielle Operationen in Regensburg. Von 2006 bis 2008 wurde Nultsch als Dezernatsleiter I 5 in der Abteilung Logistik im Streitkräfteunterstützungskommando in Köln-Wahn eingesetzt. Von 2008 bis 2012 schloss sich eine Verwendung als Stabsoffizier G 3 und Dezernatsleiter HA III 1 (1) Bereich Heeresrüstung im Heeresamt, ebenso in Köln, an. In dieser Zeit war Nultsch für sechs Monate als Deputy Director CJ4 NATO Training Mission-Afghanistan und Chief of Staff Deputy Commander Support im Hauptquartier der NTM-A in Kabul (Afghanistan) im Auslandseinsatz. Von 2012 bis 2014 war er Abteilungsleiter J 4 Logistik beim Einsatzführungskommando der Bundeswehr in Potsdam. Von 2014 bis 2017 folgte eine Verwendung als Referatsleiter FüSK III 1 / jetzt FüSK I 4 (Materielle Einsatzbereitschaft, Grundsatz Zulassung Luftfahrzeuge) im Bundesministerium der Verteidigung am Dienstsitz in Bonn.

### Dienst als General
Von bis 2017 bis 2018 war Nultsch, als Nachfolger von Brigadegeneral Michael Vetter, Kommandeur des Logistikzentrums der Bundeswehr in Wilhelmshaven. Auf diesem Dienstposten erhielt er die Beförderung zum Brigadegeneral. Im Juni 2018 übergab er das Kommando an Oberst Klaus Frauenhoff. Seit 18. Juni 2018 war Nultsch, als Nachfolger von Generalmajor Klaus Veit, Militärischer Vizepräsident des Bundesamtes für Ausrüstung, Informationstechnik und Nutzung der Bundeswehr in Koblenz. Damit einher ging die Beförderung zum Generalmajor. Diesen Posten bekleidete er bis zum Jahresende 2021. Auf ihn folgte zum 2. Januar 2022 Brigadegeneral Thorsten Puschmann. Nultsch wurde Nachfolger von Generalleutnant Christian Badia als Abteilungsleiter Planung im Bundesministerium der Verteidigung. Auf diesem Dienstposten erhielt er auch selbst die Beförderung zum Generalleutnant.

## Privates
Nultsch ist geschieden und hat vier Kinder.